# La'Shawn Brown
La'Shawn Michelle Brown (Cleveland, 1º dicembre 1972) è un'ex cestista statunitense, professionista nella ABL e nella WNBA.

## Palmarès
- Campionessa ABL (1997)